# Gare d'Hoboken-Polder
Pour les articles homonymes, voir Gare d'Hoboken.
La gare d'Hoboken-Polder est une gare ferroviaire belge de la ligne 52, de Termonde à Anvers-Sud, située à Hoboken, district de la ville belge d'Anvers en Région flamande dans la province d'Anvers.
Mise en service le 10 juin 1878 par les Chemins de fer de l’État belge, c’est une halte ferroviaire de la Société nationale des chemins de fer belges (SNCB), desservie par des trains Suburbains (S32).

## Situation ferroviaire
La gare d'Hoboken-Polder est située au point kilométrique (PK) 32,9 de la ligne 52, de Termonde à Anvers-Sud entre les gares ouvertes d'Anvers-Sud et Hemiksem ou entre la gare marchandises d'Anvers-Kiel et la halte fermée aux voyageurs d'Hoboken-Kapellestraat.

## Histoire
La « station d'Hoboken » est mise en service le 10 juin 1878 par l’Administration des chemins de fer de l’État belge lors de l'ouverture de la section d'Anvers-Sud à Vieux Dieu, surnommée "ligne des forts" (actuelle ligne 52/1), ainsi que des gares d'Anvers-Sud et Wilrijk.
Le 20 juillet 1879, l’État belge crée une nouvelle ligne entre Hoboken (Kapellestraat) et Boom. À partir de 1881, la création d'un pont sur le Rupel et les raccordements aux lignes existantes (lignes 52, 54 et 61) permet aux trains venant d'Anvers-Sud de rouler jusque Puurs, Termonde, Saint-Nicolas et Alost.
Le bâtiment des recettes, construit par l’État belge vers 1878, appartient à la dernière génération des gares standard à pignons à redents. Ce type de bâtiments, de style Néo-Renaissance flamande, se distingue des premières gares à pignons à redents en une seule partie car il comporte cinq parties avec un corps central de deux niveaux à cinq travées sous bâtière, flanqué de deux ailes d'un niveau avec seule travée sous bâtière, lesquelles sont elles-mêmes encadrées par des ailes basses à toit plat d'au-moins deux travées.
Son plan est identique à celui de la gare de Wilrijk (démolie depuis) ainsi qu'à toutes les gares d'origine de la nouvelle ligne Bruxelles-Nivelles.
Sur le reste de la ligne 52, bâtie de 1879 à 1881, les bâtiments de gare sont du plan type 1873 plus moderne et asymétrique.
En 1980, la section Anvers-Boom est électrifiée (mais la ligne 52 est fermée entre Boom et Termonde) et la plupart des bâtiments de gare sont remplacés par des édifices modernes. Celui d'Hoboken-Polder est le seul à être conservé pour l'accueil des voyageurs.
Toutefois, toutes les gares intermédiaires situées entre Anvers-Sud et Boom perdent leur desserte ferroviaire en 1984. Les trains vers Boom sont sans arrêt et des bus les remplacent pour la desserte des petites gares.
Le 29 mai 1988, la SNCB rouvre la gare d'Hoboken-Polder et, en 1998, les trains peuvent à nouveau rouler jusque Puurs. Toutefois, la SNCB supprime les guichets de la gare d'Hoboken à partir du 23 mai 1993 ; elle devient une simple halte.
En 2010, les quais ont été renouvelés, surhaussés et dotés de nouveaux aménagements.
À partir du premier trimestre de l’année 2018, la desserte sur la ligne 52, qui n'était que d'un train L par heure renforcé par quelques trains P, passe à deux trains L par heure et à partir du second trimestre de 2018, les trains L sont rebaptisés (S32).

### Nom de la gare
Plus ancienne et principale gare du district d'Hoboken, elle ne fut renommée Hoboken-Polder qu'en 1974. La halte d'Hoboken-Kapellestraat prit alors le nom d'Hoboken car elle se trouvait un peu plus près du centre de la localité. Toutefois cette dernière gare n'existe plus depuis 1993.

## Service des voyageurs

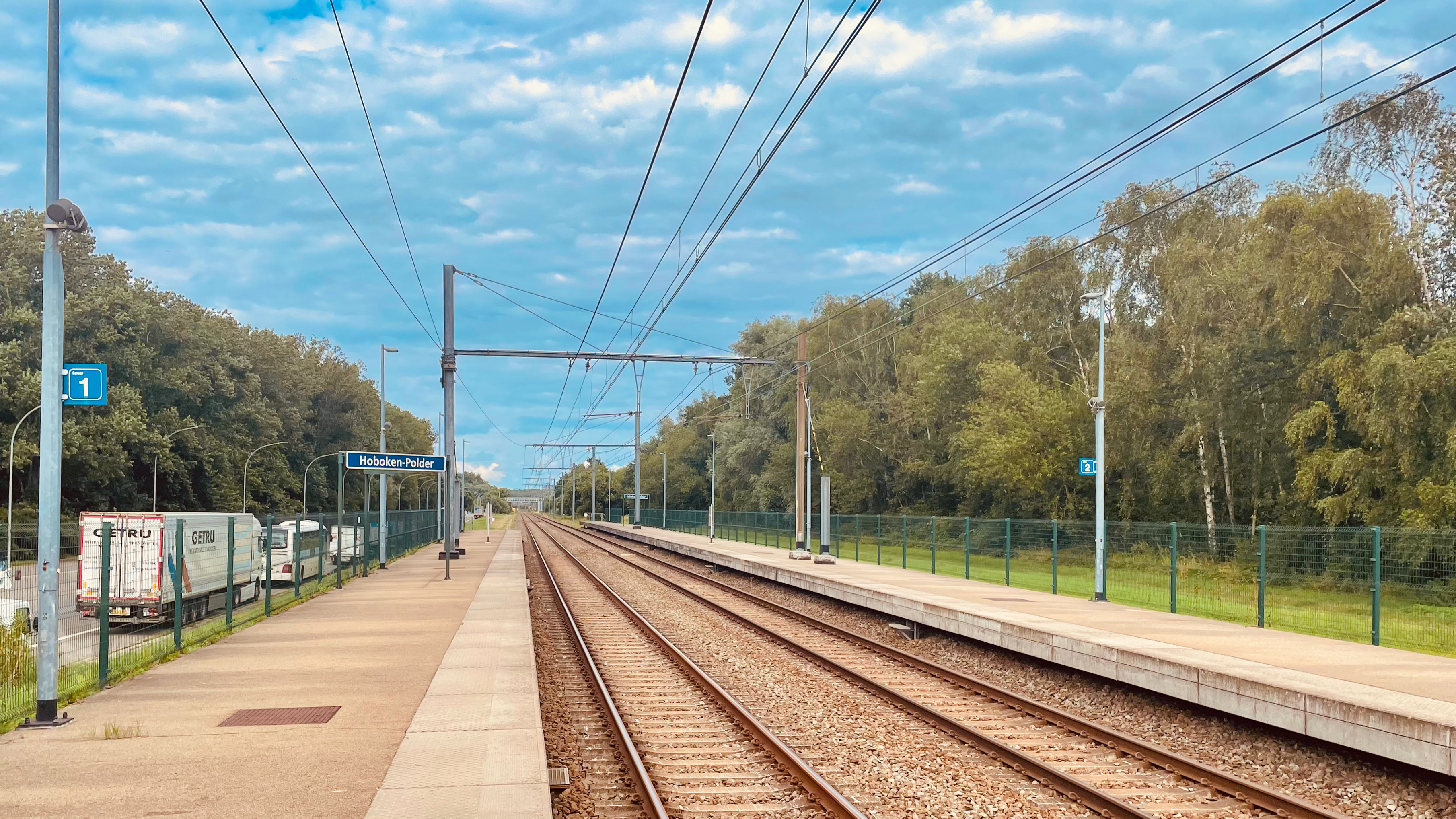
Quais de la halte (2021).

### Accueil
Halte SNCB, c'est un point d'arrêt non géré (PANG) à accès libre. Elle est équipée d'un automate pour l'achat de titres de transport.
Le passage d'un quai à l'autre et la traversée des voies s'effectuent par le passage à niveau routier.

### Desserte
Hoboken-Polder est desservie par des trains Suburbains (S32) circulant sur la ligne commerciale 52 (voir brochure SNCB).
En semaine, la desserte est de deux trains par heure : les premiers reliant Puurs à Essen, via Anvers-Central ; les seconds identiques aux précédents, sont prolongés entre Essen et Roosendael aux Pays-Bas.
Les week-ends et jours fériés, Hoboken-Polder est seulement desservie une fois par heure par des trains S32 de Puurs à Roosendael.

### Intermodalité
Un abri à vélos ainsi que plusieurs places de parking sont aménagées entre le bâtiment de la gare et le passage à niveau.

## Comptage voyageurs
Ce graphique et tableau montre le nombre de voyageurs embarquant en moyenne durant la semaine, le samedi et le dimanche.
| Nombre de passagers qui embarquent à la gare d'Hoboken-Polder | Nombre de passagers qui embarquent à la gare d'Hoboken-Polder | Nombre de passagers qui embarquent à la gare d'Hoboken-Polder | Nombre de passagers qui embarquent à la gare d'Hoboken-Polder |
|                                                               | Semaine                                                       | Samedi                                                        | Dimanche                                                      |
| ------------------------------------------------------------- | ------------------------------------------------------------- | ------------------------------------------------------------- | ------------------------------------------------------------- |
| 1977                                                          | 250                                                           | 14                                                            | -                                                             |
| 1978                                                          | 264                                                           | 22                                                            | -                                                             |
| 1979                                                          | 249                                                           | 25                                                            | -                                                             |
| 1980                                                          | 232                                                           | 31                                                            | 13                                                            |
| 1981                                                          | 253                                                           | 44                                                            | 36                                                            |
| 1982                                                          | 254                                                           | 20                                                            | -                                                             |
| 1983                                                          | 217                                                           | 17                                                            | -                                                             |
| 1984                                                          | -                                                             | -                                                             | -                                                             |
| 1985                                                          | -                                                             | -                                                             | -                                                             |
| 1986                                                          | -                                                             | -                                                             | -                                                             |
| 1987                                                          | -                                                             | -                                                             | -                                                             |
| 1988                                                          | 79                                                            | -                                                             | -                                                             |
| 1989                                                          | 56                                                            | -                                                             | -                                                             |
| 1990                                                          | 61                                                            | -                                                             | -                                                             |
| 1991                                                          | 96                                                            | -                                                             | -                                                             |
| 1992                                                          | 77                                                            | -                                                             | -                                                             |
| 1993                                                          | 94                                                            | -                                                             | -                                                             |
| 1994                                                          | 92                                                            | -                                                             | -                                                             |
| 1995                                                          | 77                                                            | -                                                             | -                                                             |
| 1996                                                          | 99                                                            | -                                                             | -                                                             |
| 1997                                                          | 92                                                            | -                                                             | -                                                             |
| 1998                                                          | 117                                                           | -                                                             | -                                                             |
| 1999                                                          | 211                                                           | -                                                             | -                                                             |
| 2000                                                          | 159                                                           | -                                                             | -                                                             |
| 2001                                                          | 152                                                           | -                                                             | -                                                             |
| 2002                                                          | 103                                                           | -                                                             | -                                                             |
| 2003                                                          | 167                                                           | -                                                             | -                                                             |
| 2004                                                          | 187                                                           | -                                                             | -                                                             |
| 2005                                                          | 149                                                           | -                                                             | -                                                             |
| 2006                                                          | 155                                                           | -                                                             | -                                                             |
| 2007                                                          | 120                                                           | -                                                             | -                                                             |
| 2008                                                          | -                                                             | -                                                             | -                                                             |
| 2009                                                          | 172                                                           | -                                                             | -                                                             |
| 2010                                                          | -                                                             | -                                                             | -                                                             |
| 2011                                                          | -                                                             | -                                                             | -                                                             |
| 2012                                                          | 122                                                           | -                                                             | -                                                             |
| 2013                                                          | 121                                                           | -                                                             | -                                                             |
| 2014                                                          | 153                                                           | -                                                             | -                                                             |
| 2015                                                          | 123                                                           | -                                                             | -                                                             |
| 2016                                                          | 131                                                           | -                                                             | -                                                             |
| 2017                                                          | 167                                                           | -                                                             | -                                                             |
| 2018                                                          | 235                                                           | 111                                                           | 87                                                            |
| 2019                                                          | 344                                                           | 102                                                           | 89                                                            |
| 2020                                                          | 211                                                           | 91                                                            | 63                                                            |
| 2021                                                          | -                                                             | -                                                             | -                                                             |
| 2022                                                          | 389                                                           | 73                                                            | 95                                                            |
| 2023                                                          | 387                                                           | 155                                                           | 128                                                           |
| 2024                                                          | 536                                                           | 230                                                           | 193                                                           |

## Patrimoine ferroviaire
Le bâtiment d'origine a échappé à la démolition. Il est désormais utilisé comme logements. Seul bâtiment de ce type encore debout dans la province d'Anvers, c'est aussi le seul à avoir conservé ses pignons à gradins jusqu'à aujourd'hui. L'aspect extérieur est proche de l'origine : la marquise existe toujours et seules ont disparu les lucarnes centrales. Le toit en zinc a été remplacé par des tuiles.
À ce titre, il est inscrit au patrimoine architectural flamand (bouwkundig erfgoed).
Lors de la surélévation des quais en 2010, la partie située sous la marquise a conservé sa hauteur d'origine ; les trains s'arrêtent désormais quelques mètres au-delà.

## Galerie de photographies

Vues du bâtiment des recettes (classé)
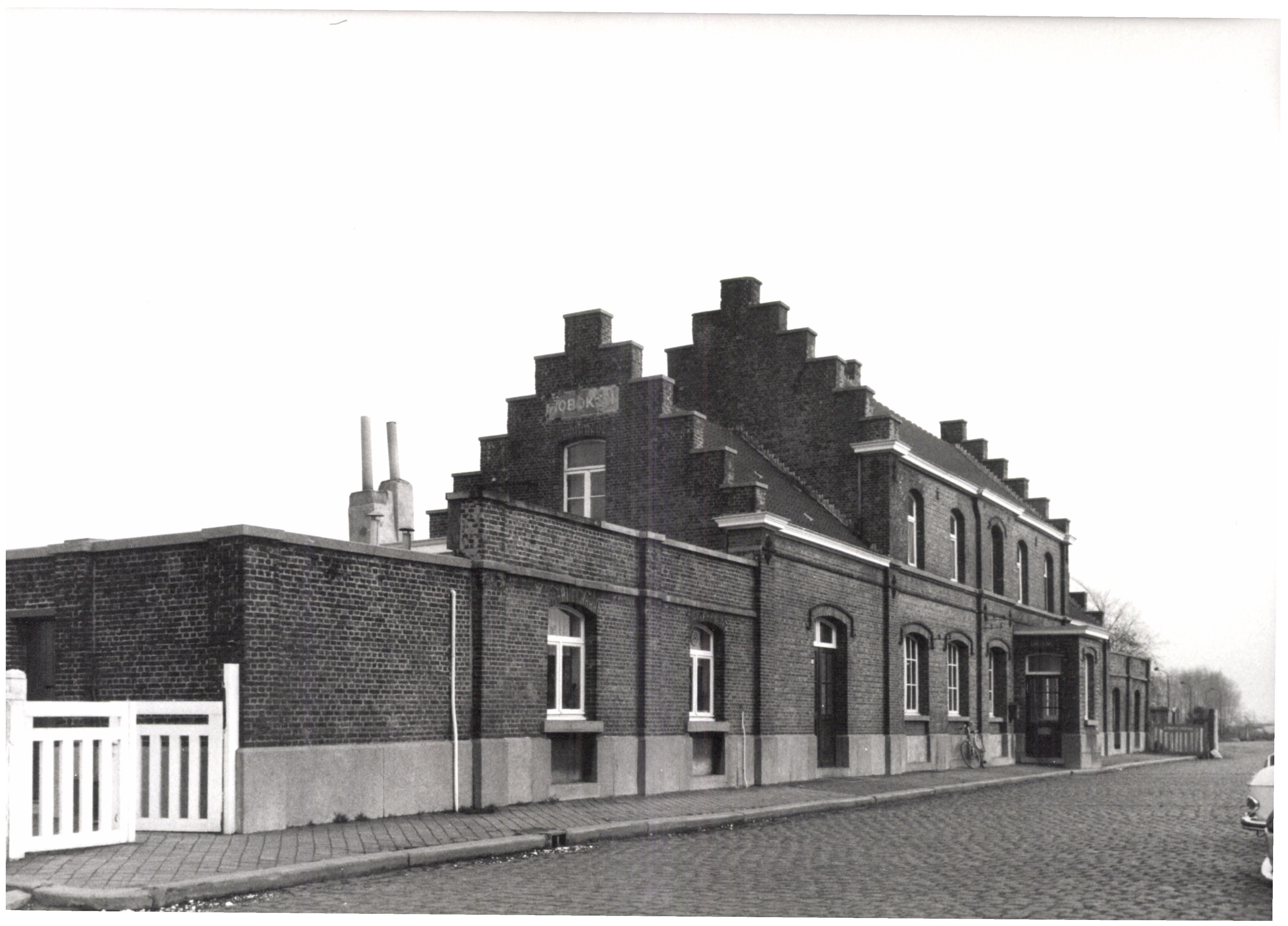
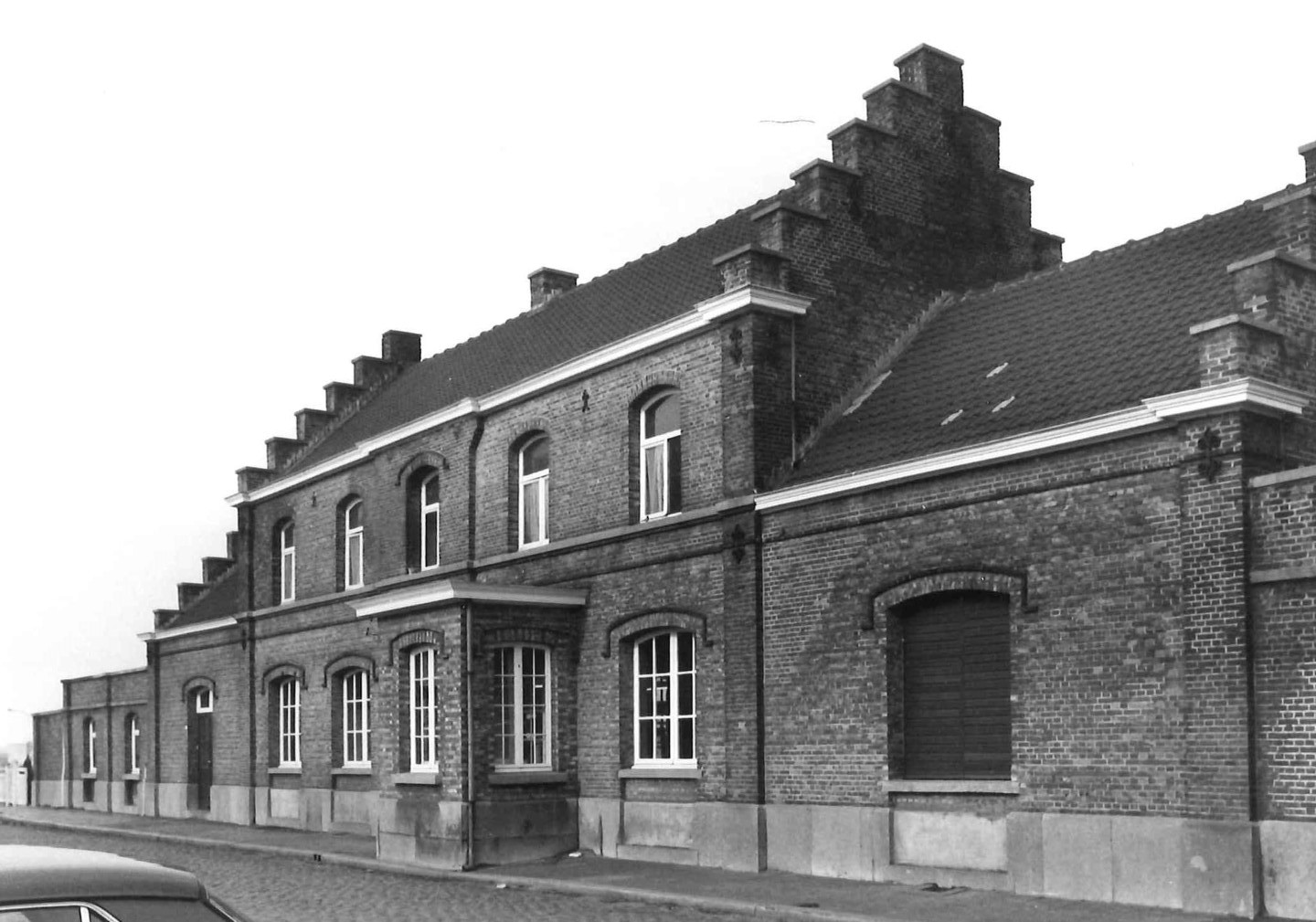
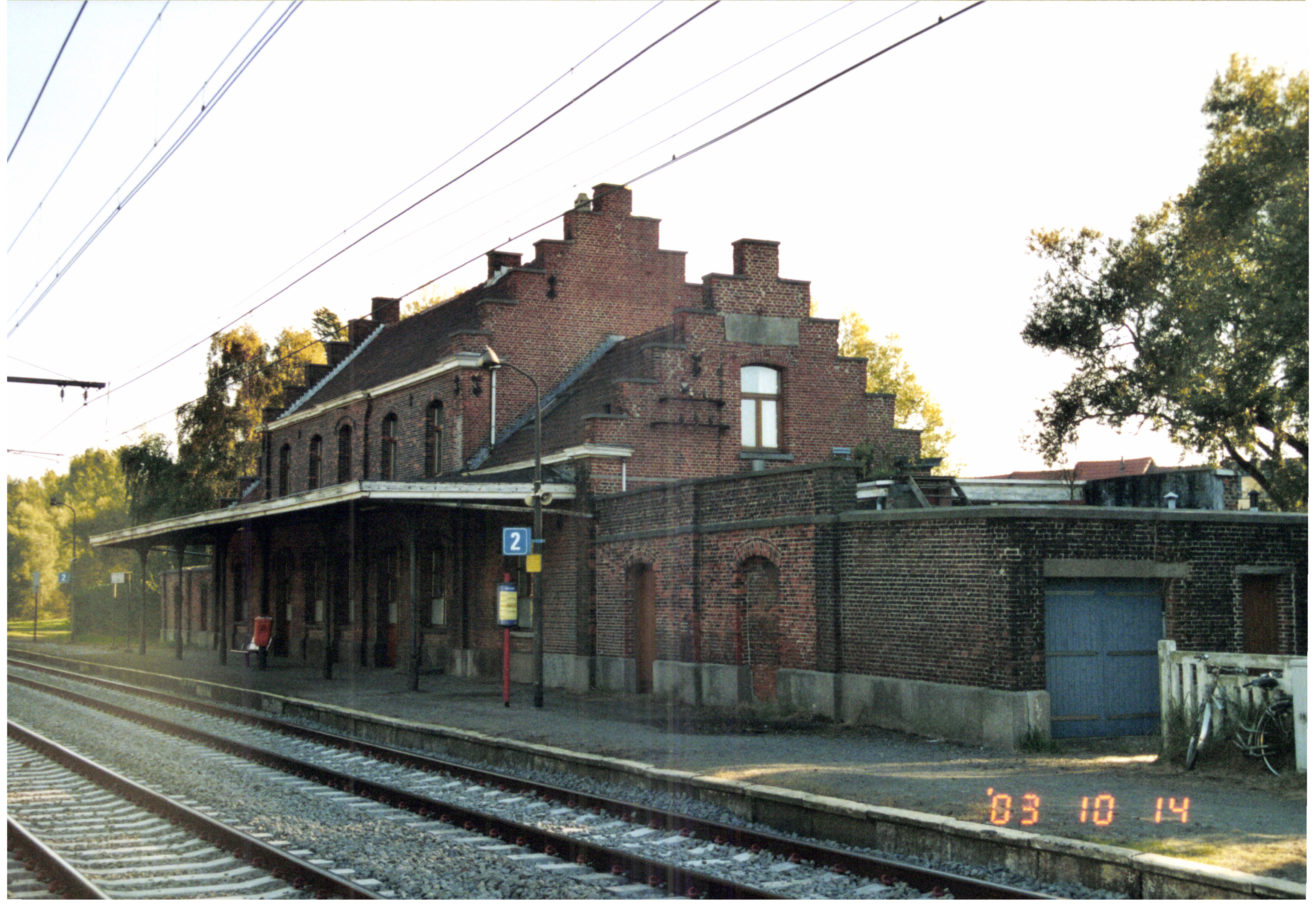
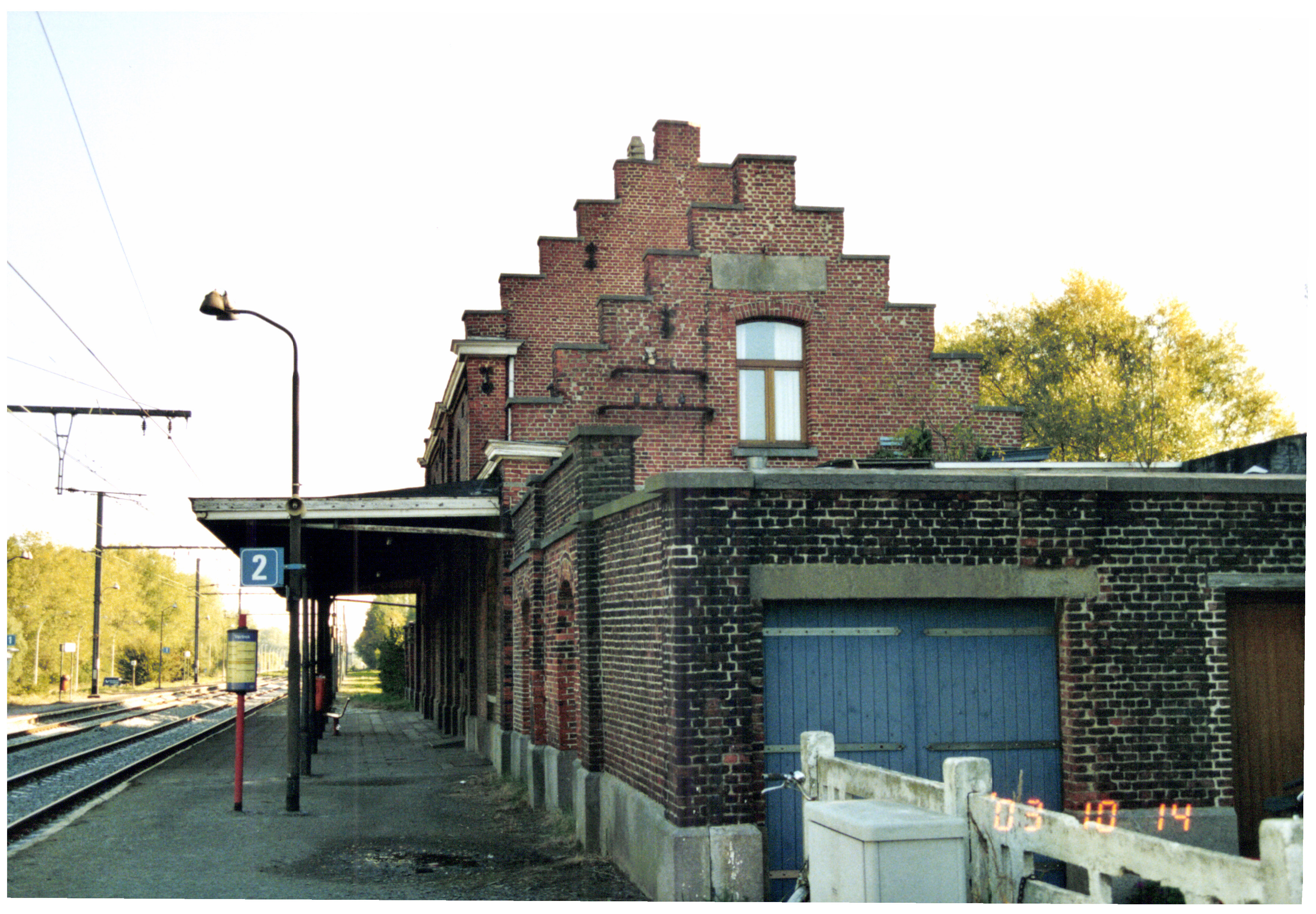
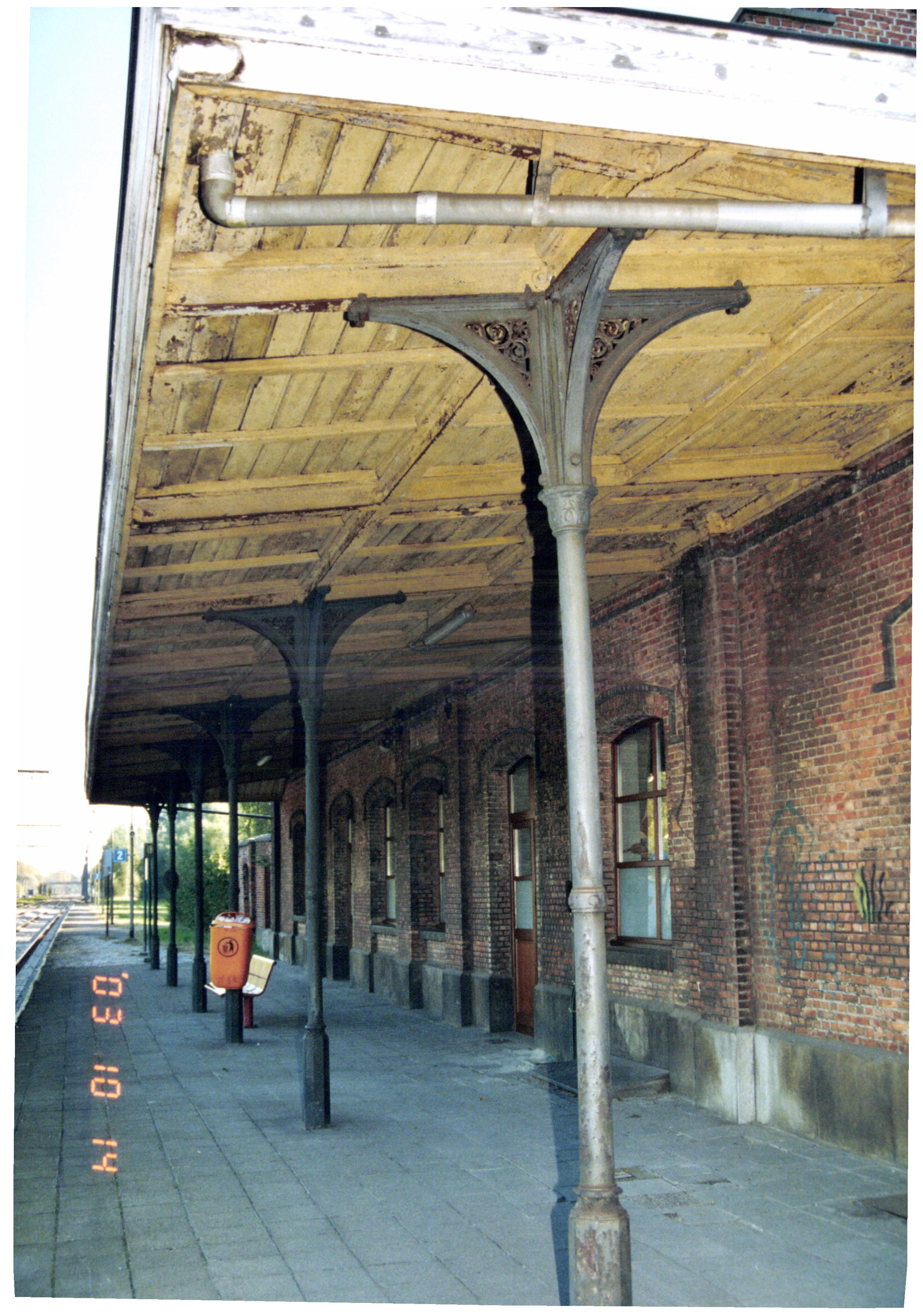